# Pukeko Pond
Der Pukeko Pond ist ein 400 m langer Tümpel in der Asgard Range des ostantarktischen Viktorialands. Er liegt zwischen Mount Loke und der Westseite des Denton-Gletschers
Das New Zealand Geographic Board benannte ihn 1998 nach der maorischen Bezeichnung für das Purpurhuhn.